# Јосип Скоблар
Јосип Скоблар (Привлака, Задар, Краљевина Југославија, 12. март 1941) је хрватски фудбалер и тренер, бивши југословенски репрезентативац.

## Каријера
Играо је на положају нападача, а каријеру је започео у НК Задру 1958. године.
Већ 1959. године се преселио у Београд, у фудбалски клуб ОФК Београд, где је остао до 1966. године.
За време играња у ОФК Београду је постао југословенски репрезентативац и учествовао је на светском првенству у Чилеу 1962. године, где је репрезентација СФР Југославије у четвртфиналу победила СР Немачку, затим изгубила у полуфиналу против Чехословачке, и изгубила у утакмици за треће место од домаћина Чилеа.
1966. је отишао у иностранство у француски клуб Олимпик из Марсеја, који је тада био у врху француског фудбала.
Након само једне године прешао је у Бундеслигу, у Хановер 96, где је играо све до 1970. године, и у 57 лигашких утакмица је постигао 31 гол.
Након три године играња у СР Немачкој, вратио се у Марсеј, где је 1973. године и окончао своју играчку каријеру. У својој првој повратничкој години постигао је 44 поготка, што је до дан-данас (2013. године) рекорд француске лиге.

## Репрезентација
За репрезентацију Југославије дебитовао је 7. маја 1961. у пријатељском мечу против Мађарске. За репрезентацију је одиграо 32 меча и постигао 11 голова, а био је и део репрезентације која је на Светском првенству 1962. у Чилеу била четврта.

## Тренерска каријера
Као фудбалски тренер је био кратко радио 1978. у Олимпику из Марсеја и 1987. године у ХСВ-у.
Тренерских успеха је имао као тренер Хајдука из Сплита, освојивши Куп маршала Тита (Југокуп) у сезонама 1986./87. и 1990/91, победивши Црвену звезду.

## Трофеји

### Као играч
ОФК Београд
- Куп Југославије : 1962, 1966

Олимпик Марсељ
- Прва лига Француске : 1971, 1972
- Куп Француске : 1972

### Као тренер
Хајдук Сплит
- Куп Југославије : 1987, 1991

### Индивидуални
- Златна копачка Европе : 1971
- Најбољи стрелац Прве лиге Француске : 1971, 1972, 1973
- Најбољи страни играч Прве лиге Француске : 1970, 1971[1]